# パディ・チャイエフスキー
パディ・チャイエフスキー（Sidney Aaron "Paddy" Chayefsky, 1923年1月29日 - 1981年8月1日）はアメリカ合衆国の劇作家、脚本家、小説家。ニューヨーク州ニューヨーク市ブロンクス区出身。ロシア系ユダヤ人。
脚本を担当した作品で三度アカデミー賞に選ばれている稀有な存在。

## 代表作
- マーティ（1955年） - 第28回アカデミー賞・アカデミー脚色賞
- ホスピタル（1971年） - 第44回アカデミー賞・アカデミー脚本賞
- ネットワーク（1976年） - 第49回アカデミー賞・アカデミー脚本賞
- アルタード・ステーツ/未知への挑戦（1979年） - 原作のみ
  - ジョン・C・リリー博士の研究活動にインスパイアされた自作小説を元に脚本を書いたが、ケン・ラッセル監督との不仲が原因で、ファーストネームとセカンドネームであるシドニー・アーロン名義でのクレジットとなった。

## こぼれ話
『レイジング・ブル』の主人公ラモッタが役者転向したあとに出演した作品群のなかに、彼の書いた芝居がある。